# Brodetto all'anconetana
Il brodetto all'anconetana è un piatto tipico di Ancona.

## Descrizione
Il brodetto di pesce è un piatto tipico della cucina marinara, in particolare veneta, termolese, marchigiana, romagnola ed abruzzese. Una caratteristica fondamentale è la sua preparazione: vengono utilizzate numerose varietà di pesce quali seppie, triglie, sogliole, palombo, rospo, pannocchie (in anconitano nòchie), scorfano, merluzzo, frutti di mare, calamari, razze, gallinelle, San Pietro, vongole, granchi, cozze e tracine.
Nella provincia di Ancona viene utilizzata la variante del brodetto all'anconetana che si presenta molto densa. Fu inventata nelle barche dei pescatori cucinando il pesce di scarsa quantità o qualità per la vendita. Si usavano pesci poveri, un tegame di terra cotta basso e si cuoceva tutto a fuoco lento. 